# Distrito X
Distrito X,  también conocido como Ciudad Mutante o Lado del Medio Oriente, es una ubicación ficticia que aparece en los cómics estadounidenses publicados por Marvel Comics. Es un vecindario con sede en la ciudad de Nueva York poblado principalmente por mutantes, visto por primera vez durante la carrera de Grant Morrison en la serie New X-Men en New X-Men #127. El barrio se estableció en Alphabet City, Manhattan (también conocido como Loisaida), un barrio del East Village (ubicado entre las avenidas A a la D, y entre las calles Houston y 14th). Esto caería dentro del 12.º distrito congresional de Nueva York y del distrito 2 del Ayuntamiento de Nueva York. Según la portada de X-Factor #31, tenía una población de 743, habiendo sido muy reducida por la Decimación.
Distrito X también hace referencia a una serie de cómics sobre el barrio y sus habitantes. Escrita por David Hine, la serie era un procedimiento policial, protagonizada por Bishop e Ismael Ortega, quienes investigaban crímenes cometidos por y contra los residentes mutantes del gueto. La serie también exploró las complicadas relaciones personales de Ortega y su gradual descenso hacia el abuso de drogas y el adulterio. Funcionó como Distrito X durante 14 números mensuales a partir de mayo de 2004, luego como Mutopia X como parte del evento cruzado House of M durante cinco números mensuales a partir de julio de 2005.

## Distrito X: El área
El aumento de la población mutante de Manhattan, junto con el racismo entre los humanos normales, llevó a que los mutantes formaran su propia comunidad en el Lower East Side de Manhattan (descrito como el 'Lado del Medio Oriente' ficticio en X-Factor de Peter David). Aunque los humanos vivían en este barrio, formaban una minoría. NYX estableció que el Distrito X es un título oficial para la región.
El barrio era pobre, superpoblado y violento, con una alta tasa de criminalidad y bandas mutantes en guerra. La mayoría de los residentes lo consideraban un gueto. Se describió en el Distrito X como el que tiene "la tasa de desempleo más alta de los EE. UU., la tasa más alta de analfabetismo y el hacinamiento severo más alto fuera de Los Ángeles", a pesar de que la ciudad de Nueva York en su conjunto había experimentado una disminución en los delitos violentos. También tenía las tasas de criminalidad más altas del país por narcóticos, prostitución y robo. Muchos de sus habitantes tenían mutaciones más parecidas a maldiciones que a regalos, lo que exacerbaba aún más la pobreza y la desventaja del barrio. También tenía una gran población subterránea, que habitaba túneles debajo del vecindario y vivía en la miseria de personas sin hogar. Muchos residentes eran inmigrantes, como el inmigrante bosnio Dzemal. En X-Men Unlimited #2, Bishop señaló que "hay mutantes en el Distrito X de todas las naciones de la Tierra. Todas las razas, religiones y culturas". Margaret O'Connell, que escribe para Sequential Tart, describe el Distrito X como "el gueto mutante de la versión del Universo Marvel de la ciudad de Nueva York" y como "un barrio pobre donde mutantes de ligas menores de todo el mundo, a menudo más visiblemente discapacitados o desfigurados por sus anomalías genéticas que los relativamente glamorosos y aparentemente normales X-Men, se han congregado en un grupo descontento y variadamente disfuncional".
También había una variedad de negocios, clubes y restaurantes de propiedad de mutantes, así como una floreciente subcultura mutante. Bandas como 'Sentinel Bait' y 'Juggernauts' fueron mencionadas como parte de esta subcultura, mientras que diseñadores de moda mutantes como Jumbo Carnation y clubes nocturnos como Daniel's Inferno crearon una vida nocturna vibrante y orientada a los mutantes. En este sentido, el Distrito X puede considerarse un análogo del Universo Marvel a Harlem, el Meatpacking District o Little Italy, como centro cultural, enclave "étnico" y centro de población para una minoría privada de derechos.
Se ha elogiado la creación de Grant Morrison de una analogía con un gueto étnico, y J. Caleb Mozzocco señaló que "si siempre se comparó a los mutantes con grupos étnicos y minorías oprimidos, entonces ¿por qué no tratarlos como un grupo étnico real, con todo y sus mutantes?". ¿Idioma, estilos, cultura y una "ciudad mutante" en la ciudad de Nueva York?" David Brothers, escribiendo para 4thletter!, señala que:

Morrison convirtió a los mutantes en una subcultura, una extensión lógica de lo que sucede cuando se introducen nuevos elementos en la sociedad. Todavía estaban oprimidos, pero en realidad tenían algún tipo de cultura que acompañaba su opresión. Les dio su propio barrio chino, su propia Pequeña Italia, y se propuso mostrar que los mutantes, aunque todavía no eran completamente aceptados, eran más que simples equipos paramilitares mutantes.

Durante la historia de House of M, el distrito se transformó en un vecindario rico y exclusivamente mutante llamado Mutopia X (durante la misma historia, Hell's Kitchen se transformó en un gueto humano llamado Sapien Town). Después de esta historia, los residentes sufrieron la 'Decimación', y la mayoría de ellos fueron despojados de sus habilidades mutantes. Muchos mutantes restantes fueron trasladados a un campo de reubicación en los terrenos del Instituto Xavier.
Algunos antiguos mutantes permanecieron en el Distrito X, y muchos, como Quicksilver y Rictor, sufrieron depresión y alienación. Después de la aniquilación, el distrito pasó a ser conocido como el (ficticio) 'Middle East Side', perdiendo muchas de sus características distintivas. La zona se despobló cada vez más a medida que los antiguos mutantes buscaban llevar una vida normal. En X-Factor, los disturbios anti-mutantes se apoderaron del distrito después de la Decimación, con agentes del grupo supremacista humano Purity vagando por el área en X-Men: El 198.
En X-Factor (vol.3) de Peter David, el antiguo gueto era la base de operaciones de Investigaciones X-Factor, que con frecuencia se ocupaba de las secuelas de la Decimación y sus efectos en la comunidad local. En la historia de Civil War, Jamie Madrox y su equipo declararon 'Ciudad Mutante' como un santuario para los superhéroes perseguidos por el gobierno. Esto los puso en conflicto con el equipo habitual de X-Men, quienes eventualmente les permitieron salirse con la suya.
La antigua 'Ciudad Mutante' fue posteriormente asediada por X-Cell, un grupo terrorista compuesto por ex mutantes que culparon al gobierno de Estados Unidos por la pérdida de sus poderes. Después de los eventos de X-Men: Messiah Complex, el vecindario fue brevemente tomado por Arcade, trabajando para un ex-Purificador, Taylor.
Ciudad Mutante fue completamente destruida en X-Factor #31, 'El Medio Oriente está Ardiendo', como un plan de 'respaldo' de Arcade después de su derrota. Una serie de explosiones incineraron gran parte del vecindario, y los campos de fuerza de Arcade impidieron que los bomberos ingresaran al área hasta que todo el distrito quedó completamente aniquilado. En X-Factor #32, Valerie Cooper anunció que las ruinas serían demolidas y reemplazadas por viviendas suburbanas, y que "en unas pocas décadas, nadie sabrá siquiera que esto solía llamarse Ciudad Mutante".

## Distrito X: La serie
Distrito X fue una serie de cómics publicada por Marvel Comics. Un procedimiento policial, se desarrolló en 'Ciudad Mutante'.
La serie estaba protagonizada por el X-Man y el agente del FBI Lucas Bishop, asignado al gueto para investigar el aumento de las tasas de criminalidad entre la población en el (ficticio) 'Precinto 11' de Nueva York en Alphabet City. Bishop trabaja con el patrullero de la policía de Nueva York, Ismael Ortega, un humano corriente casado con una mutante (Armena Ortega). Una trama secundaria importante se refería a la relación de Ismael con su familia, y el estrés de su trabajo afectaba negativamente su vida familiar.

### Historial de publicaciones
La serie era parte del sello Marvel Knights. Comenzó en X-Men Unlimited v2 #2 y luego se publicó en catorce números desde julio de 2004 hasta agosto de 2005. Cambió brevemente el título a Mutopia X en cinco números, entre septiembre de 2005 y enero de 2006, antes de su cancelación.
La serie fue escrita por el escritor británico David Hine, quien anteriormente trabajó en la serie Mambo del 2000 AD.
Fue dibujado originalmente por el artista australiano David Yardin, seguido por el artista filipino Lan Medina. La serie fue entintada principalmente por el artista filipino Alejandro "Boy" Sicat. Todos los artistas involucrados trabajaron con Avalon Studios de Brian Haberlin durante la publicación de la serie.
Durante el crossover de House of M, la serie fue reemplazada por la miniserie Mutopia X. Hine continuó algunos de los puntos de la trama de la serie en la miniserie X-Men: El 198.

### Trama

#### Sr. M (#1–6)
Los oficiales Gus Kucharsky e Ismael Ortega están asignados al Distrito 11 de Nueva York, comúnmente conocido como Distrito X o 'Ciudad Mutante'. Mientras investiga las acusaciones de que Jake Costanza retiene a su esposa mutante contra su voluntad y abusa de ella, Kucharsky cae bajo los poderes mentales mutantes de la Sra. Costanza y los mata a ambos, antes de intentar quitarse la vida. Gus sobrevive y Ortega lo cubre. Gus se ve obligado a jubilarse anticipadamente e Izzy es asignada para servir como enlace con el agente federal Lucas Bishop.
La violencia estalla entre los señores del crimen rivales "Shaky" Kaufman y "Filthy Frankie" Zapruder por un mutante, Toad Boy, y el narcótico adictivo que produce (conocido como 'Toad Juice'). Cuando Kaufman se entera de las lucrativas ventas de 'Toad Juice' en el Distrito X, asalta las instalaciones de Zapruder y secuestra al Toad Boy. Sin embargo, se desconoce que el jugo de sapo puede ser fatal para los humanos normales; un robo de la droga provoca la muerte de más de una docena de adolescentes humanos.
Después de la muerte de un cliente humano en el club nocturno Daniel's Inferno causada por la exposición al jugo de sapo, la policía comienza una investigación desesperada antes de que otros adictos desprevenidos enfrenten el mismo destino. Esto provoca una guerra territorial entre Zapruder y Kaufman. Ambos hombres finalmente son arrestados.
Cuando Absolom Mercator finalmente decide usar sus poderes para intentar ayudar a los demás, sus esfuerzos fracasan y sufre una intensa crisis de identidad. Creyendo que debe usar sus poderes para destruir Ciudad Mutante, Mercator advierte a su amiga, Hanna Levy, para que pueda escapar de forma segura. La policía interviene y utiliza a Lara la Ilusionista para mostrarle al Sr. M la devastación que podría desatar. Esto hace que el mutante recupere el sentido y voluntariamente regresa a su vida pacífica y silenciosamente aislado después de un corto período en la cárcel.

#### Inframundo (#7–12)
Una serie de brutales asesinatos seguidos de un misterioso apagón conducen a una investigación de la creciente comunidad mutante subterránea, llamada Ratas del Túnel. Llamándose a sí mismos "Aquellos que viven en la oscuridad", los tuneleros se atribuyen la responsabilidad del apagón y afirman que quieren que la ciudad los deje en paz. En los últimos meses, la policía y los servicios sociales han presionado a las Ratas del Túnel destruyendo sus hogares y enviando a sus hijos bajo custodia estatal.
Las tensiones con las Ratas del Túnel llegan a un punto crítico justo cuando Bishop y el oficial Ortega logran localizar a El Gusano, un joven horriblemente mutado que busca venganza por haber sido expulsado por sus padres. Bishop convence a muchos de los Ratas del Túnel para que se reincorporen a la sociedad de la superficie, pero un pequeño grupo decide vivir más profundamente en los túneles debajo de Ciudad Mutante. Su viaje es interrumpido por El Gusano que los masacra a todos antes de ser detenido por Bishop y Ortega, quien lo mata.

#### Uno de Nosotros (#13–14)
William "Billy" Bates descubre que es un mutante, se hace llamar "El Puercoespín" y se convierte en un cliente frecuente del Café Des Artistes. El se enamora de la camarera del Café, Sylvie Lauziere. Cuando un grupo de humanos antimutantes comienza a acosarla, Billy interviene y sin darse cuenta mata a varios humanos con sus poderes emergentes. El se atrinchera en el café con Sylvie, lo que las autoridades perciben como una situación de rehenes. Para ocultar el hecho de que un mutante asesinó a varios miembros de Purity, un movimiento antimutante, Alexei Vazhin ordena a la sicaria Sashenka Popova que mate al niño y paga dinero a los Lauziere para que encubran la verdad del incidente.

#### Mutopia X(#1–5)
La Bruja Escarlata transforma el mundo entero en un paraíso mutante gobernado por su padre Magneto. En realidad, este cambio convierte al Distrito X en "Mutopia X", el centro de arte y cultura en el nuevo mundo dominado por mutantes. Los habitantes del Distrito X se encuentran en un estatus social recientemente elevado. Lara la Ilusionista es una estrella de cine casada con el magnate del entretenimiento Daniel "Shaky" Kaufman. Absolon Mercator y Gregor Smerdyakov han fundado el Centro para la Transformación y la Iluminación y son el centro de seguidores espirituales mientras ayudan a los mutantes a alcanzar su potencial genético. Ismael Ortega tiene la tarea de proteger a Mercator del asesinato.
Tras la Decimación, la hija de Ismael Ortega muere. El intenta suicidarse antes de reunirse con su familia.

### Personajes
El gran elenco del Distrito X incluyó:
- Un "extraño misterioso" llamado Sr. M (también el título del primer arco argumental), que intentó destruir el Distrito X por puro cansancio del mundo, pero fue detenido por Bishop y Ortega.
- Dos señores del crimen rivales, "Filthy" Frankie Zapruder y Daniel "Shaky" Kaufman.
- Gregor Smerdyakov, un mutante que echa raíces cada vez que se queda dormido.
- Winston Hobbes, un gran mutante parecido a un gusano que habita el sistema de alcantarillado del Distrito X.
- Lara la Ilusionista, una prostituta bien pagada entre cuyos clientes se encuentra 'un expresidente de los Estados Unidos', capaz de crear ilusiones y fantasías muy realistas.
- Armena Ortega, esposa de Ismael Ortega que genera una burbuja protectora cuando duerme.

El distrito también poseía una gran población de mutantes cuyas mutaciones y/o personalidades los hacían inadecuados para la vida "súper" más llamativa o peligrosa. Éstas incluyen:
- Una mujer que puede estallar en llamas pero que no es inmune a las quemaduras.
- Un hombre cuyo único poder es que su piel es de un azul brillante.
- Una mujer que podía controlar a los hombres con el sonido de su voz (su marido la mantenía atada y amordazada en su apartamento por eso).
- Un niño que tiene grandes colgajos de piel debajo de los brazos.

### Recepción

#### Recepción crítica
En su reseña del número 3, Paul O'Brien describió la serie como "una de las mejores cosas que surgieron de Reload". En su reseña de 2004, O'Brien señaló que "[el Distrito X] no ha sido un éxito creativo completo, pero al menos lo ha estado intentando". Sin embargo, O'Brien se mostró menos favorable a los números posteriores de la serie; en su reseña del Distrito X en 2005, señaló que "en última instancia, el Distrito X se siente como un caso de potencial nunca realizado, y no sólo porque quedó cortado por un cambio en la dirección de la línea".
Comic Book Galaxy señaló, con referencia al arco de Sr. M (números 1 a 6), que "el potencial de un libro excelente es evidente". Comics Bulletin fue muy favorable a la serie, afirmando que "es un cómic poco común que es capaz de dar nueva vida a un género obsoleto y, sin embargo, eso es precisamente lo que el Distrito X ha logrado hacer..." Distrito X es más que un simple cómic de superhéroes tradicional, y se establece como una mezcla entretenida de acción, crimen negro y comentario social".
Al escribir para Sequential Tart, Margaret O'Connell elogió la serie como una "historia absorbente y bien elaborada que combina eficazmente elementos de crimen y ciencia ficción", comparando la serie con la serie de George R. R. Martin Wild Cards, NYPD Blue y  Gotham Central de DC Comics.

### Ediciones recopiladas
La serie, ambas escritas por David Hine, se recopiló en dos libros de bolsillo comerciales:
- Mr. M (colecciona District X #1–6, con lápices de David Yardin, Lan Medina y Mike Perkins, y tintas de Alejandro Sicat, Avalon Studios y Drew Hennessy, 144 páginas, enero de 2005, ISBN 0-7851-1444-0)
- Underground (recopila District X #7–14 y el prólogo de X-Men Unlimited #2, con arte de Adi Granov, lápices de Lan Medina, y tintas de Alejandro Sicat, 200 páginas, octubre de 2005, ISBN 0-7851-1602-8)

Mutopia X se recopiló en el libro de bolsillo comercial House of M: Mutopia X (ISBN 978-0785118114) y como parte de la colección de tapa dura House of M, Vol 4: No More Mutants (ISBN 978-0785138839).

## En otros medios

### Videojuegos
- Pueblo Mutante aparece en Marvel Heroes. Se funda después de que hubo un aumento de la población mutante en la ciudad de Nueva York y los mutantes sintieron la necesidad de un lugar propio. Sin embargo, la ciudad se encuentra bajo el ataque casi constante de los Purifiers que quieren matar a todos sus habitantes.
- El Distrito X aparece en el juego de cartas coleccionables digitales Marvel Snap.[12]